# CORDE

A RAE CORDE keresőfelülete

A CORDE (rövidítés, spanyolul: Corpus Diacrónico del Español), a Spanyol Királyi Akadémia (RAE) bárki számára szabadon hozzáférhető elektronikus történeti szövegadatbázisa. Valamennyi spanyol nyelvű történelmi szöveg megtalálható benne 1975-től visszamenőleg egészen a középkori, részben még latin nyelven íródott dokumentumokig (vagyis a nyelv kialakulásának korszakáig), így akár a legelső spanyol szavak előfordulására is rá lehet keresni. A program lehetőséget ad a keresés feltételeinek szűkítésére is szerző, mű, időszak, médiatípus, földrajzi hely (ország), valamint témakör szerint. A CORDE összesen 236 709 914 szót tartalmaz. Az 1975–2000 közötti időszak szövegeit a CREA társadatbázis fedi le.

## Működése
Az első keresésnél a program csak a találatok valamint azon dokumentumok számát adja meg, amelyekben a keresett szó vagy kifejezés előfordul. Ezután lehetőség van a konkrét találatok megtekintésére, ekkor a program az adott dokumentumok egy-egy sorát listázza ki (a lista ezután bizonyos szempontok alapján sorbarendezhető), hiperhivatkozással kiemelve a benne lévő keresett szót vagy kifejezést. Egy-egy hiperhivatkozott eredményre kattintva a teljes dokumentum jelenik meg alatta a szerzővel, a mű címével, a keletkezés évével, a dokumentum típusával, valamint a szöveget felfedező kutató/nyelvész nevével és a publikálás évével.

## Felület és szűkítési feltételek
A CORDE keresőfelülete az alábbi lehetőségeket nyújtja:
- Consulta: ide írandó a keresett szó vagy kifejezés
- Criterios de selección: a szűkítési feltételek megadása
- Autor: itt adható meg a szerző neve
- Obra: itt adható meg a mű címe
- Cronológico: itt adható meg két évszámmal a keresési időintervallum
- Medio: itt kiválasztható a média típusa (libros = könyvek, periódicos = újságok, revistas = folyóiratok/magazinok, miscelánea = egyéb, oral = szóbeli)
- Geográfico: itt kiválasztható, hogy melyik ország területéről keressen a program
- Tema: itt választható ki a témakör

Egyedül a Consulta mező kitöltése kötelező, a többi opcionális, azonban túl sok találat esetén a program hibaüzenetet ad, így érdemes legalább egy szűkítési kritériumot megadni.

## ACREA
A CORDE rokon alkalmazása a CREA (spanyolul: Corpus de Referencia del Español Actual), amelynek felépítése is működése is teljesen azonos, azzal az eltéréssel, hogy a CREA-ban a napjainkban beszélt élő dokumentumaira lehet rákeresni az 1975–2000 közötti időszakban. Az adatbázis összesen 154 212 661 szót tartalmaz. A CREA ezen felül kiegészül egy statisztikai oldallal, amelyen a leggyakrabban előforduló szóalakok listái tekinthetőek meg.

## Kiegészítő adatbázis
A CORDE és a CREA kiegészítő adatbázisa a mindkét alkalmazás oldaláról elérhető szerzői név- és műcímjegyzék (Nómina de autores y obras), amelynek segítségével a két adatbázisban szereplő művekre és szerzőikre lehet rákeresni.

## Külső hivatkozások
- RAE CORDE online adatbázis
- RAE CREA online adatbázis
- RAE CREA leggyakrabban használt szavak listái
- RAE Nómina de autores y obras